# دگرفرومون

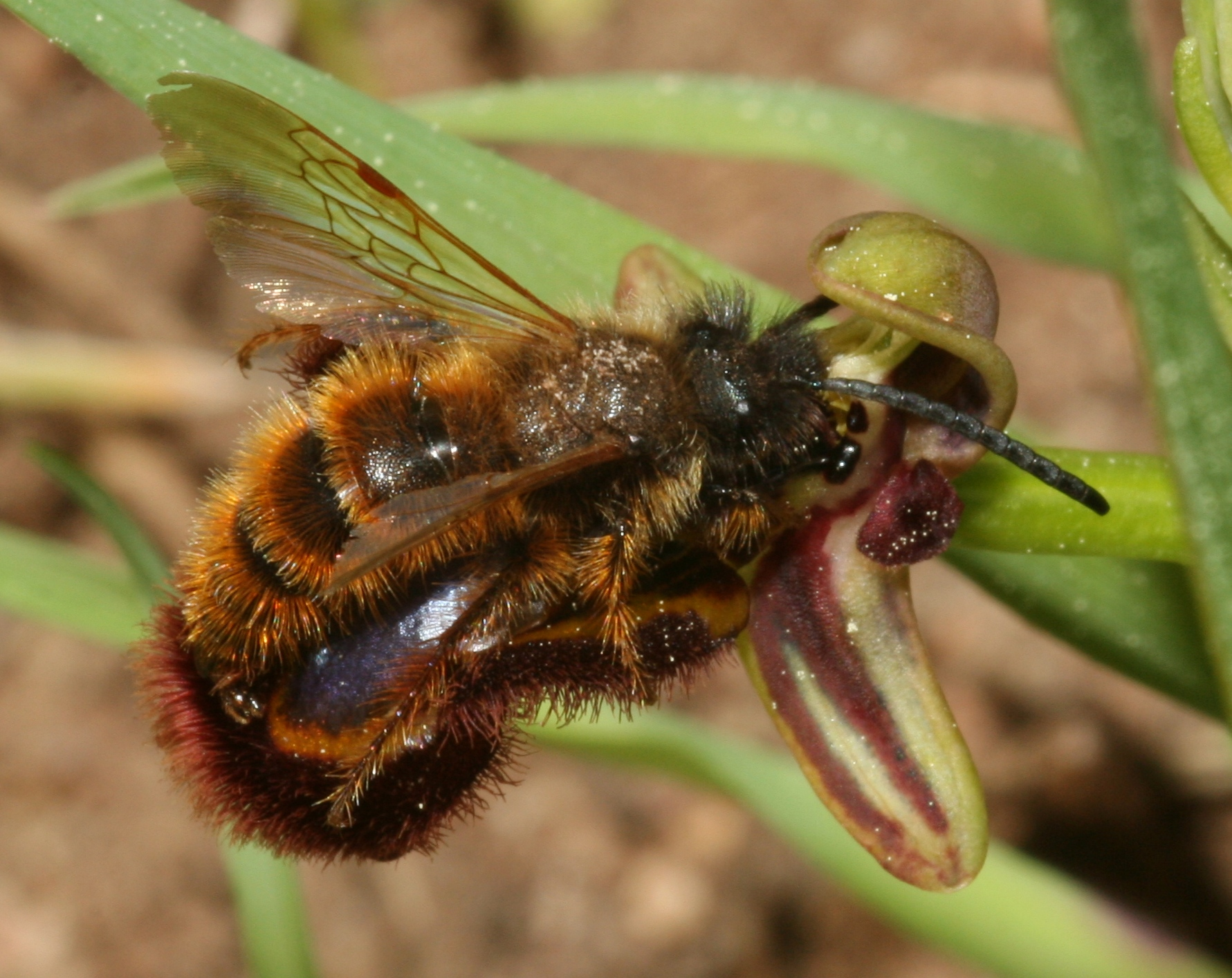
Dasyscolia ciliata روی گل‌های Ophrys speculum

دگرفرومون (به انگلیسی: Allomone) (از واژهٔ یونانی باستان ἄλλος allos به معنی «دیگر» و واژهٔ فرمون) نوعی سمیوشیمیایی است که توسط فردی از یک گونه تولید و منتشر می‌شود و بر رفتار عضوی از گونه‌های دیگر به نفع سازنده تأثیر می‌گذارد، اما بر گیرنده تأثیر نمی‌گذارد. تولید دگرفرومون‌ها شکل رایج دفاعی در برابر شکارچیان، به ویژه توسط گونه‌های گیاهی در برابر علف‌خواران حشره‌ای است. علاوه بر دفاع، دگرفرومون‌ها توسط جانداران زنده برای به دست آوردن طعمه خود یا جلوگیری از رقیبان پیرامونی نیز استفاده می‌شوند.